# Рай (давньоруське місто)

Археологічні дослідження давньоруського міста Рай

Давньору́ське мі́сто Рай — центральна частина археологічної пам'ятки «Багатошарове поселення та городище давньоруського часу в урочищі Сад» на східній околиці смт. Шацьк.

## Інтерпретації
Протягом XIX  — першої половини ХХ ст. літописне містечко Рай локалізували північніше міста Кам'янця, на захід від міста Гродно, біля сучасного села Райгород, або за 20 км на південний захід від міста Августів. У 1962 р. Павло Раппопорт розмістив Рай на території сучасного села Яревище Волинської області. У 2008–2011 рр. за результатами археологічних досліджень у смт. Шацьк та у с. Яревище волинські археологи пов'язують літописний Рай зі стіжковим городищем у Шацьку, що є складовою частиною археологічної пам'ятки «Багатошарове поселення та городище давньоруського часу в урочищі Сад».

Виріб з рогу у вигляді голови звіра

Відповідно до наказу Міністерства культури і туризму України від 03.07.2009 р. № 521/0/16-09 пам'ятка у Шацьку включена до Реєстру пам'яток археології місцевого значення під охоронним номером 2001-Вл.

## Характеристика

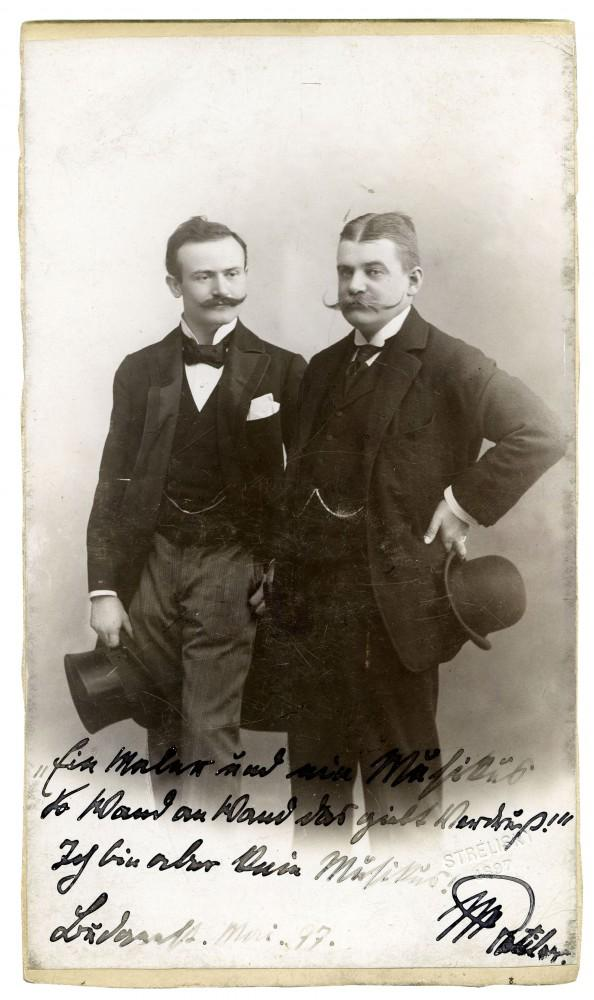
Печатка княжого намісника з пам'ятки у Шацьку

Печатка князя Святополка-Михаїла

Пам'ятка належить до категорії стіжкових городищ давньоруського часу, основною морфологічною характеристикою яких є відсутність валів і 
ровів та наявність насипного ескарпу, що переважає над оточуючим рівнинним ландшафтом. Розташована на східній околиці селища Шацьк, на високому березі озера Люцимир, що піднімається на 4 м над рівнем води. Озеро розміщене з південної сторони пам'ятки, зі східної і північно-східної сторін вона обмежена заболоченими територіями, а північну і західну частину займає сучасна житлова забудова. Місцеве населення називає цю територію «Гора», а в картографічних документах вона значиться як урочище «Сад».

## Дослідження
Пам'ятка виявлена у 2007 р. Сергієм Демедюком. Протягом 2009–2011 рр. археологічними експедиціями досліджено 671 м² площі чотирма розкопами та двома траншеями. Археологічні об'єкти давньоруського періоду виявлені виключно в розкопах, які прилягають один до одного і розташовані по центру пам'ятки. Вони представлені 22 спорудами та 10 ямами, які хронологічно розподіляються таким чином: 1) Х-ХІ ст. — 20 об'єктів; 2) ХІ-ХІІ ст. — 8 об'єктів; 3) ХІІ-ХІІІ ст. — 4 об'єкти.
Знахідки представлені численними виробами з кераміки, каміння, кістки, скла, металу (у тому числі кольорового). Окремої уваги заслуговує знахідка 2010 року, виготовлена з рогу, що має закінчення у вигляді голови звіра з відкритою пащею, основа предмета орнаментована рядами візерунку у вигляді рядів трикутників між двома смугами. Виріб має балтійське походження і датується Х ст. Археологами виявлено значну кількість свинцевих торгових пломб з гербовими знаками Рюриковичів, а також мідний перстень з князівським знаком-тризубом у розквітлій формі. На основі цього персня-печатки розроблено і затверджено селищною радою сучасний герб Шацька.
Важливими знахідками з Шацького городища є дві вислі печатки. У першій на лицевій стороні зображено погруддя архангела Михаїла, а на звороті  — напис в три рядки «ДЪНЪСЛОВО». Ця печатка належить полоцькому, новгородському, турівському, а пізніше і великому київському князю Святополку-Михаїлу Ізяславичу (1050–1113). Друга печатка на лицевій стороні має погрудне зображення святого Андрія, на звороті напис «WT АНДРЕЯ». Стилістично вона близька до печаток Ратібора, що може бути свідченням їх синхронності. Можна припустити, що вона належала комусь з княжих намісників рубежу ХІ-ХІІ століть.